# Briance
De Briance of de Grote Briance is een Franse rivier met een lengte van 57,7 km; het betreft een zijrivier van de Vienne die op haar beurt een zijrivier van de Loire is.
Ze ontspringt op 575 meter hoogte in de gemeente La Croisille-sur-Briance. De voornaamste zijrivieren zijn de Kleine Briance, de Blanzou, de Breuilh, de Roselle, de Ligoure en de Envoud. Na 57,7 kilometer mondt ze ter hoogte van Bosmie-l'Aiguille uit in de Vienne.
Er bevinden zich twee meetstations langs de Briance. Er is er één gelegen nabij Le Vigen (station 87-0478) en de andere is gelegen nabij Condat-sur-Vienne (station 04079600).
- Bibliothèque nationale de France: cb146200694 (data)
- Système universitaire de documentation: 086914251
- Virtual International Authority File: 137520509